# کامرون برایت
کامرون داگلاس کریگر (به انگلیسی: Cameron Douglas Crigger) که با نام کامرون برایت شناخته می‌شود، یک بازیگر جوان کانادایی است. او در فیلم‌هایی از قبیل موهبت الهی، تولد، مردان ایکس: آخرین ایستادگی، ممنون که سیگار می‌کشید و سری فیلم‌های گرگ و میش ایفای نقش کرده‌است.

## گزیده فیلم‌شناسی
- اثر پروانه‌ای (۲۰۰۴)
- موهبت الهی (۲۰۰۴)
- تولد (۲۰۰۴)
- از سیگار کشیدنتان متشکرم (۲۰۰۵)
- دویدن از ترس (۲۰۰۶)
- مردان ایکس: آخرین ایستادگی (۲۰۰۶)
- جونو (۲۰۰۷)
- کریسمس در سرزمین عجایب (۲۰۰۷)
- گرگ و میش: ماه نو (۲۰۰۹)
- گرگ و میش: کسوف (۲۰۱۰)
- گرگ و میش: سپیده‌دم - قسمت اول (۲۰۱۱)
- گرگ و میش: سپیده‌دم - قسمت دوم (۲۰۱۲)
- دشت سیلابی (۲۰۱۳)
- دختر نهایی (۲۰۱۳)

### تلویزیون
- فرشته تاریکی (سریال، یک قسمت، ۲۰۰۲)
- یو-گی-او (تله‌فیلم، ۲۰۰۲)
- دروازه ستارگان اس‌جی-۱ (سریال، دو قسمت، ۲۰۰۵–۲۰۰۶)
- ۴۴۰۰ (سریال، یک قسمت، ۲۰۰۷)
- بی‌باک می‌آید (سریال، بازیگر اصلی، ۲۰۱۰-اکنون)
- انگیزه (سریال، بازیگر اصلی، ۲۰۱۳-اکنون)